# 横代出入口
横代出入口（よこしろでいりぐち）は、福岡県北九州市小倉南区にある北九州高速道路1号線のインターチェンジ。下到津方面にのみ接続するハーフインターチェンジである。
また、ここでは下到津方面に存在する本線料金所の横代料金所についても記述する。
長野出入口が完成するまでは、この横代が九州自動車道小倉東ICの最寄ランプであった。そのため横代で一旦降り、その後小倉東まで一般道を走る必要があったが、現在は長野出入口が完成したため、その必要は無くなった。

## 道路
- 北九州高速1号線 (102)

## 接続道路
- 国道10号曽根バイパス

## 横代料金所
紫川JCT・戸畑・若戸大橋方面
- ブース数：3
  - ETC専用：1（左側のレーン）
  - 一般：1（中央のレーン）
  - ETC/一般：1（右側のレーン）

本線料金所となっており、長野出入口・小倉東ICからの車もここで都市高速の料金を支払う。

## 周辺
- サンリブシティ小倉
- ハローデイ横代店
- コジマ×ビックカメラ小倉店
- ドラッグ新生堂横代店
- ロイヤルホスト小倉東インター店
- マクドナルド横代店
- 安部山公園
- JR日豊本線：安部山公園駅
- JR日田彦山線:石田駅

## 隣
北九州高速1号線
(101) 長野出入口 - (102) 横代出入口 - (103) 若園出入口 - (104) 北方出入口